# 東芝デバイス&ストレージ
東芝デバイス＆ストレージ株式会社（とうしばデバイスアンドストレージ、英: Toshiba Electronic Devices & Storage Corporation）は、株式会社東芝の連結子会社であり、東芝グループの中でメモリ事業を除く、HDDをはじめとするストレージ、LSIなどのデバイス事業を行う中核事業会社である。本社所在地は神奈川県川崎市幸区小向東芝町1番地。

## 概要
2017年7月1日、東芝の社内カンパニーであるストレージ＆デバイスソリューション社が分割されて発足した。同年に行われた、株式会社東芝の会社分割による事業分社化（東芝デバイス&ストレージ・東芝インフラシステムズ・東芝エネルギーシステムズ・東芝デジタルソリューションズ）の内、デジタルプロダクツ・電子デバイス領域に該当する。
なお、フラッシュメモリを中心としたメモリ事業は2017年4月1日、東芝メモリ（現・キオクシア株式会社）に承継された。

## グループ会社

### 国内グループ会社
- 技術サポート
  - 東芝デバイスソリューション株式会社
  - 東芝コンピュータテクノロジー株式会社
- 製造
  - 株式会社ジャパンセミコンダクター
  - 加賀東芝エレクトロニクス株式会社
  - 豊前東芝エレクトロニクス株式会社
  - 姫路東芝電子部品株式会社
- 販売
  - 東芝デバイス株式会社
- 半導体製造装置
  - 株式会社ニューフレアテクノロジー
- 部品材料
  - 東芝マテリアル株式会社
  - 東芝ホクト電子株式会社

### 海外グループ会社
- 製造
  - 東芝セミコンダクタ・タイ社
  - 東芝情報機器フィリピン社
- 販売
  - 東芝エレクトロニクス・アジア社(シンガポール)
  - 東芝エレクトロニクス・アジア社
  - 東芝エレクトロニクス台湾社
  - 東芝エレクトロニクス韓国社
  - 東芝エレクトロニクス・サービス・タイ社
  - 東芝エレクトロニクス・トレーディング・マレーシア社
  - 東芝エレクトロニクス・ヨーロッパ社
  - 東芝アメリカ電子部品社
  - 東芝電子元件上海社

## 主な製品

### HDD

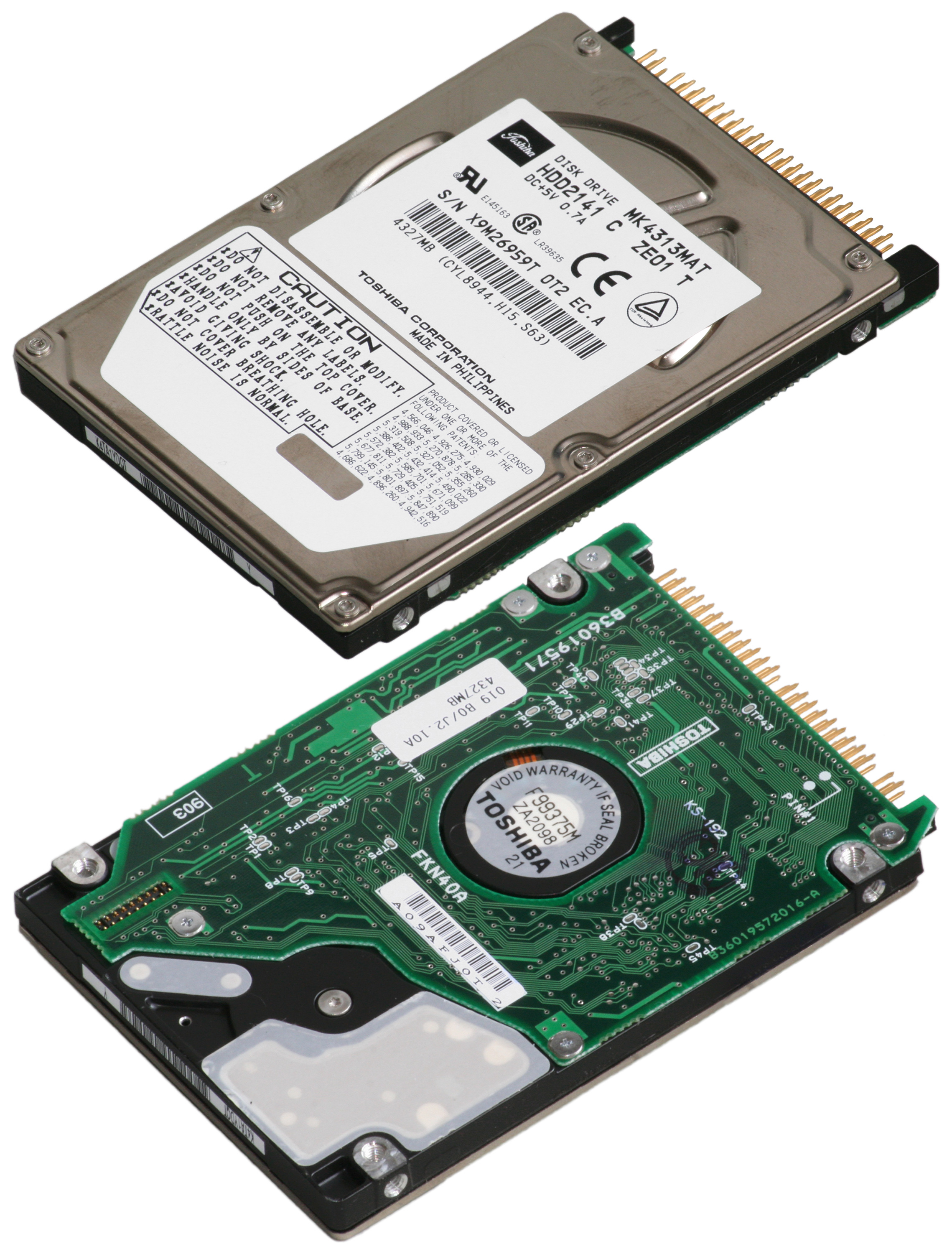
東芝MK4313MAT（4.3GB）

2003年（平成15年）12月には世界最小となる0.85インチハードディスクドライブを開発し、2006年にau向けのCDMA 1X WIN対応携帯電話「MUSIC-HDD W41T」に搭載した。このHDDは「世界最小のハードディスクドライブ」として2005年版のギネス世界記録に掲載されていた。
2012年（平成22年）にハードディスク全分野の製品の提供とストレージ事業のさらなる強化、またウエスタンデジタルのHGST（旧・日立グローバルストレージテクノロジーズ、日立GST）買収（同年3月8日完了）に伴う寡占化対策としてウエスタンデジタルからコンシューマ向け製品の一部の製造設備、知的財産とニアライン向け製品の一部の製造設備（HGSTの1TBプラッタの3.5インチドライブの製造設備及びウエスタンデジタルの試験設備や知的財産の一部を取得し、東芝が取得するまでHGSTではその設備を用いた生産を継続）。それまで製造していた2.5インチ以下及びエンタープライズ向け3.5インチのハードディスクに加え、クライアント向け3.5インチのハードディスクの製造も開始した。
生産拠点の集約による効率化のため、ウエスタンデジタルには東芝ストレージデバイス株式会社（当時）の子会社で2011年のタイにおける洪水で被災し、休止していた生産子会社の東芝ストレージデバイス・タイ社を譲渡（2009年に富士通より取得した製造拠点、ウエスタンデジタルが取得した後の処遇は未定であったが、人員はウエスタンデジタルのタイにおける生産拠点に編入）した。

### 半導体
1957年よりパワー半導体事業に取り組んでいる。
電圧や電流の制御・変換等に使用するパワー半導体において、世界シェア7位（2022年)である。
フォトカプラーについて、世界シェア13年連続第1位であり高いシェアを持っている。